# Новая классическая макроэкономика
Новая классическая макроэкономика, новая классическая экономика, новая классическая теория — научная школа в макроэкономике, которая строит свой анализ исключительно на неоклассической теории. В частности, она подчеркивает важность теоретической базы, основанной на микроэкономике, особенно в части рациональных ожиданий.
В 1960-х-1970-х годах представители новой классической экономической теории Роберт Лукас, Томас Сарджент и Роберт Барро поставили под вопрос многие принципы кейнсианской теории. Новая классическая школа стала доминировать как реакция на провал кейнсианской экономики в объяснении стагфляции. Новая классическая критика, возглавляемая Робертом Лукасом-младшим, заставила пересмотреть кейнсианскую экономику. В частности, критика Лукаса ставит под сомнение кейнсианскую модель. Критика Лукаса убедила экономистов, что макроэкономические модели должны иметь микроэкономические обоснования.

## История

### Развитие экономической мысли
Классическая политэкономия — термин, использованный для первой современной школы экономики. Публикация Адама Смита « Богатство народов» в 1776 году считается рождением этой школы. Основная идея заключается в способности рынка к самокоррекции, а также, что он является самым лучшим институтом в распределении ресурсов. Главное предположение классической политэкономии: все люди максимизируют свою полезность.
Так называемая маржинальная революция, произошедшая в Европе в конце 19-го века во главе с Карлом Менгером, Уильямом Стэнли Джевонсом и Леоном Вальрасом, породила неоклассическую экономику, которая была формализована Альфредом Маршаллом. А общее равновесие Вальраса помогло закрепить исследования в области экономической науки усилив их математическим и дедуктивным инструментарием. И это стало классикой, включенной в учебники, и преподаваемой до настоящего времени.
Неоклассическая школа доминировала в этой области вплоть до Великой депрессии 1930-х годов. Затем, однако, с публикацией «Общей теории занятости, процента и денег» Джона Мейнарда Кейнса в 1936 году некоторые неоклассические предположения были отклонены. Кейнс предложил агрегированную основу для объяснения макроэкономического поведения, что привело к нынешнему различию между микро- и макроэкономикой . Особое значение в теориях Кейнса имело его объяснение экономического поведения как «духа животных». В этом смысле он ограничил роль так называемого рационального (максимизирующего) агента.
После Второй мировой войны кейнсианская экономическая политика широко применялась в Соединенных Штатах и странах Западной Европы. Её доминирование в этой области к 1970-м годам было лучше всего отражено в неоднозначном заявлении президента США Ричарда Никсона и экономиста Милтона Фридмана: «Теперь мы все кейнсианцы».
Проблемы возникли во время рецессии 1973—1975 годов, вызванной нефтяным кризисом 1973 года. Реакция кейнсианской политики не уменьшила безработицу, а привела к периоду высокой инфляции и стагнации экономического роста — стагфляции. Кейнсианцы были озадачены вспышкой стагфляции, поскольку первоначальная кривая Филлипса исключала одновременную высокую инфляцию и высокий уровень безработицы.

### Возникновение новой классической школы
Новая классическая школа возникла в 1970-х годах как реакция на провал кейнсианской экономики, объясняющей стагфляцию. Роберт Лукас в своей критике кейнсианства объяснил, что макроэкономические закономерности, такие как кривая Филлипса, не являются вечными, а изменяются в зависимости от поведения экономических агентов на уровне микроэкономики. Роберт Лукас развил первоначальную идею Джона Мута о том, что потребители и фирмы используют всю имеющуюся у них информацию и не делают систематических ошибок в своих прогнозах. Рост номинального спроса вызывает рост цен на товары и услуги. И если люди это предвидят, то они требуют и более высоких зарплат, а фирмы вслед за растущими издержками увеличивают цены. При этом реальные издержки не меняются, поэтому фирмам нет смысла увеличивать производство. В итоге вслед за ростом номинального спроса увеличится только инфляция, а не выпуск. Людей можно временно ввести в заблуждение, так как они не обладают полной информацией, но нельзя обманывать бесконечно долго – ожидания в целом рациональны.
После 1970-х годов и очевидного провала кейнсианской экономики Новая классическая школа на некоторое время стала доминирующей школой макроэкономики.

## Аналитический метод
Новая классическая зиждется на исследовании трех факторах колебания роста экономики: крест по производительности, крест по капиталу и крест по труду. Благодаря неоклассическому взгляду и учёту бизнес-циклов можно найти главных «виновников» колебаний реальной экономики.
- Крест производительности является простой мерой совокупной эффективности производства. Что касается Великой депрессии, то клин производительности означает, что экономика менее продуктивна, учитывая капитал и трудовые ресурсы, имеющиеся в экономике.
- Крест капитала — это разрыв между межвременной предельной нормой замещения в потреблении и предельным продуктом капитала. В этом клине есть собственный коэффициент потерь, который влияет на накопление капитала и решения о сбережениях, действуя как искажающий налог на капитал (сбережения).
- Крест труда — это соотношение между предельной нормой замещения потребления для отдыха и предельным продуктом труда и действует как искажающий налог на рабочую силу, делая наем работников менее прибыльным.

## Основание и посылки
Новая классическая экономика основана на вальрасианских предположениях. Предполагается, что все агенты максимизируют полезность на основе рациональных ожиданий. Предполагается, что в любой момент экономика имеет уникальное равновесие при полной занятости или потенциальном выпуске, достигнутом путем корректировки цен и заработной платы. Другими словами, рынок постоянно очищается.
Новая классическая экономика также впервые использовала репрезентативные агентские модели. Такие модели подвергались серьёзной неоклассической критике, в частности как указал Алан Кирман, существует разделение между микроэкономическим поведением и макроэкономическими результатами.
Концепция рациональных ожиданий первоначально использовалась Джоном Мутом и была популяризирована Лукасом. Одной из самых известных новых классических моделей является модель реального делового цикла разработана Эдвардом С. Прескоттом и Финном Э. Кидландом.

## Дискуссия о недостатках
Новые классические модели обладают низкой объяснительной и предсказательной силой. Модели не могут одновременно объяснить продолжительность и величину реальных циклов. Кроме того, ключевым результатом модели является то, что только непредвиденные изменения в деньгах могут повлиять на бизнес-цикл, а фактор безработицы оказался не значимым так как не прошел стандартные эмпирические тесты.
Мейнстрим обратился к новому неоклассическому синтезу. Большинство экономистов, даже большинство новых классических экономистов, приняли новое кейнсианское представление о том, что по нескольким причинам заработная плата и цены не могут быстро и плавно переходить к значениям, необходимым для долгосрочного равновесия между количествами, поставляемыми и потребляемыми. Поэтому они также принимают монетаристскую и новую кейнсианскую точку зрения, что денежно-кредитная политика может оказать значительное влияние в краткосрочной перспективе. Новая классическая макроэкономика внесла гипотезу рациональных ожиданий и идею межвременной оптимизации в новую кейнсианскую экономику и новый неоклассический синтез.
Питер Гальбач считает, что критики имеют поверхностное и неполное понимание новой классической макроэкономики. Он утверждает, что не следует забывать об условном характере новых классических доктрин. Если цены являются абсолютно гибкими и если общественные ожидания полностью рациональны и если реальные экономические потрясения представляют собой белые шумы, то денежно-кредитная политика не может повлиять на безработицу или производство, и любое намерение контролировать реальную экономику заканчивается лишь изменением уровня инфляции. Тем не менее, если какое-либо из этих условий не выполняется, денежно-кредитная политика может быть снова эффективной. Таким образом, если какое-либо из условий, необходимых для эквивалентности, не выполняется, антициклическая фискальная политика может быть эффективной. Управление реальной экономикой возможно, возможно, в кейнсианском стиле, если правительство восстановит свой потенциал для осуществления контроля. Следовательно, фактически новая классическая макроэкономика подчеркивает условия, при которых экономическая политика может быть эффективной, а не предопределенную неэффективность экономической политики. Не следует отказываться от антициклических устремлений, необходимо вселишь сузить операционное пространство с помощью новой классической теории. Кейнс призывал к активным контрциклическим усилиям фискальной политики. И это правильно и с точки зрения новой классической теории, новые классики только определили новые условия, необходимые для эффективности антициклических усилий.
Теоретик реального делового цикла Бернд Лакке называет новую классическую модель макроэкономики «карикатурой на экономику», потому что лежащие в её основе допущения исключают любое нерациональное поведение или возможность провала рынка, цены всегда полностью гибки, а рынок всегда находится в экономическом равновесии. Нынешняя миссия новой классической макроэкономики состоит в том, чтобы выяснить, в какой степени эта карикатура на экономику уже обладает достаточной предсказательной силой для объяснения экономических циклов.

## Дальнейшее чтение
- What's new in economics?. — Manchester: Manchester University Press, 1992. — ix, 326 p. — ISBN 0719032806, 9780719032806, 0719032814, 9780719032813.
- Barro, Robert J. New Classicals and Keynesians, or the Good Guys and the Bad Guys (англ.) // Swiss Journal of Economics and Statistics : journal. — 1989. — Vol. 125, no. 3. — P. 263—273. — doi:10.3386/w2982.
- Hoover, Kevin D. The new classical macroeconomics : a sceptical inquiry. — Oxford, UK: B. Blackwell, 1988. — xiv, 310 p. — ISBN 0631146059, 9780631146056, 0631172637, 9780631172635.
- Hoover, Kevin D. [in английский] (2008). New Classical Macroeconomics. In David R. Henderson (ed.) [in английский] (ed.). Concise Encyclopedia of Economics (2nd ed.). Indianapolis: Library of Economics and Liberty. ISBN 978-0865976658. OCLC 237794267. {{cite encyclopedia}}: |editor= имеет универсальное имя (справка)